# Jesienne róże
Jesienne róże – znany polski szlagier z okresu międzywojennego z repertuaru Toli Mankiewiczówny oraz Mieczysława Fogga. Utwór ten, który powstał w 1932 roku, uważany jest za jedno z najlepszych polskich tang. Muzykę skomponował Artur Gold do tekstu Andrzeja Własta.